# Lauri Viita
Lauri Arvi Viita (ur. 17 grudnia 1916 w Pirkkala – zm. 22 grudnia 1965 w Helsinkach) — fiński pisarz, pochodzący z Tampere.

## Twórczość literacka

### Powieści
- Moreeni (pol. Moreny; 1950)
- Entäs sitten, Leevi (1965)

### Tomiki poezji
- Betonimylläri (1947)
- Käppyräinen (1954)
- Suutarikin, suuri viisas (1961)

### Inne
- Kukunor (baśń poetycka; 1949)